# Économie d'Évreux
 (mars 2025).

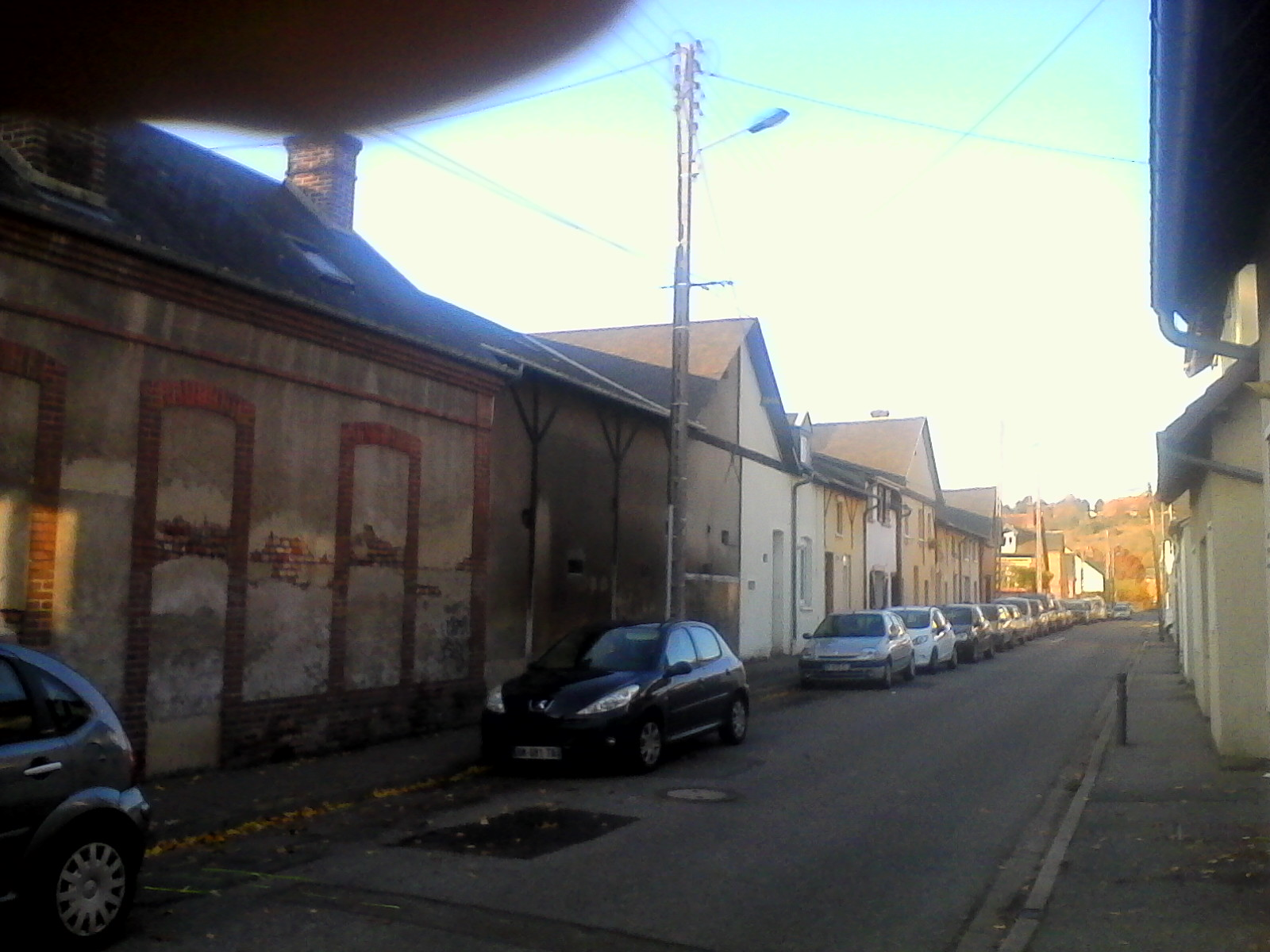
Ancienne usine Textile de Navarre dans le quartier de Navarre à Evreux

L'économie d'Évreux est caractérisé par une économie rurale centrée sur un pole urbain à vocation industrielle et tertiaire. Elle se caractérise par une industrie diversifiée, centrée autour du domaine pharmaceutique avec Glaxo , éditorial avec Hérissé et équipementier automobile avec jadis Valeo.

## Analyse sectorielle

### Secteur primaire
Les champs de blé et de lins domine les plaine agricole de la communauté d'agglomération Evreux porte de Normandie. Géographiquement à la confluence à l'ouest de la campagne du Neubourg et à l'est de la plaine de Saint-André-de-l'Eure ouvrant sur le pays de Madrie autour de Pacy-sur-Eure.

### Secteur secondaire

#### Industrie textile
Anciennement industrialisées, Évreux et sa région au centre du département de l'Eure furent tournées vers l'industrie textile du lin comme en témoignent les usines de Navarre construites en 1828 et détruites en 2020 après avoir fermé en 2000

#### Imprimerie
La plus illustre des imprimerie ébroïcienne et la plus ancienne est l'imprimerie Hérissé. D'autre furent par le passé présent à Évreux comme l'imprimerie des éditions Atlas du groupe de Agostini, fermée en 2018.

#### Pharmaceutique
Le principale employeur industrielle d'Évreux est le laboratoire britannique Glaxo qui fabrique entre autres des médicaments contre le sida et contre l'asthme avec la Ventoline.

### Secteur tertiaire
La ville d'Évreux possède un vaste réseaux de commerces de détail en franchise. Sur le plan de l'économie touristique la municipalité  tente de développer l'offre touristique et hôtelière en obtenant le label ville d'art et d'histoire et les labels d'accessibilité handicap relatif tourisme.